# Norul molecular complex din Orion

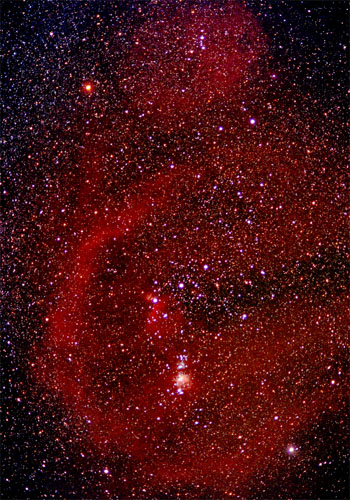
Fotografie a Buclei lui Barnard, care este o componentă primară a complexului nebular. Pe imagine sunt vizibile și alte nebuloase ale complexului, cum este M 42.

Norul molecular din Orion (denumit uneori și complexul din Orion) este o mare nebuloasă situată în constelația Orion.

## Descriere
Norul însuși este situat între 1.500 și 1.600 de ani-lumină de Pământ și are o lărgime de mai multe sute de ani-lumină. Mai multe părți ale nebuloasei sunt vizibile cu binocluri sau cu mici telescoape ori lunete astronomice, unele părți ale Nebuloasei Orion fiind vizibile chiar cu ochiul liber.
Nebuloasa este importantă datorită dimensiunii sale, deoarece se extinde cu câteva grade de la Centura lui Orion până la Sabia lui. Este una dintre cele mai active regiuni de formare a stelelor de pe cer, conținând discuri protoplanetare și stele foarte tinere. Nebuloasa este foarte strălucitoare și în lungimile de undă infraroșu din cauza proceselor generatoare de căldură care intervin în formarea stelelor, deși complexul conține și nebuloase obscure, nebuloase de emisie, nebuloase de reflexie și regiuni H II.

## Nebuloase situate în complex
Iată o listă a nebuloaselor notabile situate în complexul nebular:
- Nebuloasa Orion, denumită și M42
- M43, care este o parte a Nebuloasei Orion
- Nebuloasa Cap de Cal
- Bucla lui Barnard
- M78, o nebuloasă prin reflexie
- Norul molecular 1 din Orion (OMC-1)
- Norul molecular 2 din Orion (OMC-2)
- Nebuloasa Flacără (NGC 2024)